# Cinclocerthia
Cinclocerthia là một chi chim trong họ Mimidae.